# Rasvasuo-Kitkasuo - Cajanderin aarnialue
Rasvasuo-Kitkasuo - Cajanderin aarnialue este o arie protejată (arie specială de conservare — SAC, sit de importanță comunitară — SCI) din Finlanda întinsă pe o suprafață de 1.901 ha, integral pe uscat.

## Localizare
Centrul sitului Rasvasuo-Kitkasuo - Cajanderin aarnialue este situat la coordonatele 63°38′26″N 29°58′48″E / 63.6406°N 29.98°E.

## Înființare
Situl Rasvasuo-Kitkasuo - Cajanderin aarnialue a fost declarat sit de importanță comunitară în august 1998 pentru a proteja 3 specii de animale. Situl a fost protejat și ca arie specială de conservare în aprilie 2015.

## Biodiversitate
Situată în ecoregiunea boreală, aria protejată conține 10 habitate naturale: Lacuri și iazuri distrofice naturale, Râuri naturale fino-scandinave, Cursuri de apă de la nivel de câmpie la nivel montan, cu vegetație Ranunculion fluitantis și Callitricho-Batrachion, Turbării active, Mlaștini turboase de tranziție și turbării mișcătoare, Izvoare fino-scandinave și mlaștini produse de izvoare bogate în minerale, Turbării Aapa, Taiga vestică, Păduri fino-scandinave bogate în ierburi cu Picea abies, Mlaștini împădurite.
La baza desemnării sitului se află mai multe specii protejate de  mamifere (3): gluton (Gulo gulo), vidră de râu (Lutra lutra), Rangifer tarandus fennicus.
Pe lângă speciile protejate, pe teritoriul sitului au mai fost identificate 8 specii de păsări, 3 specii de mamifere, 6 specii de pești.